# Peter Göring

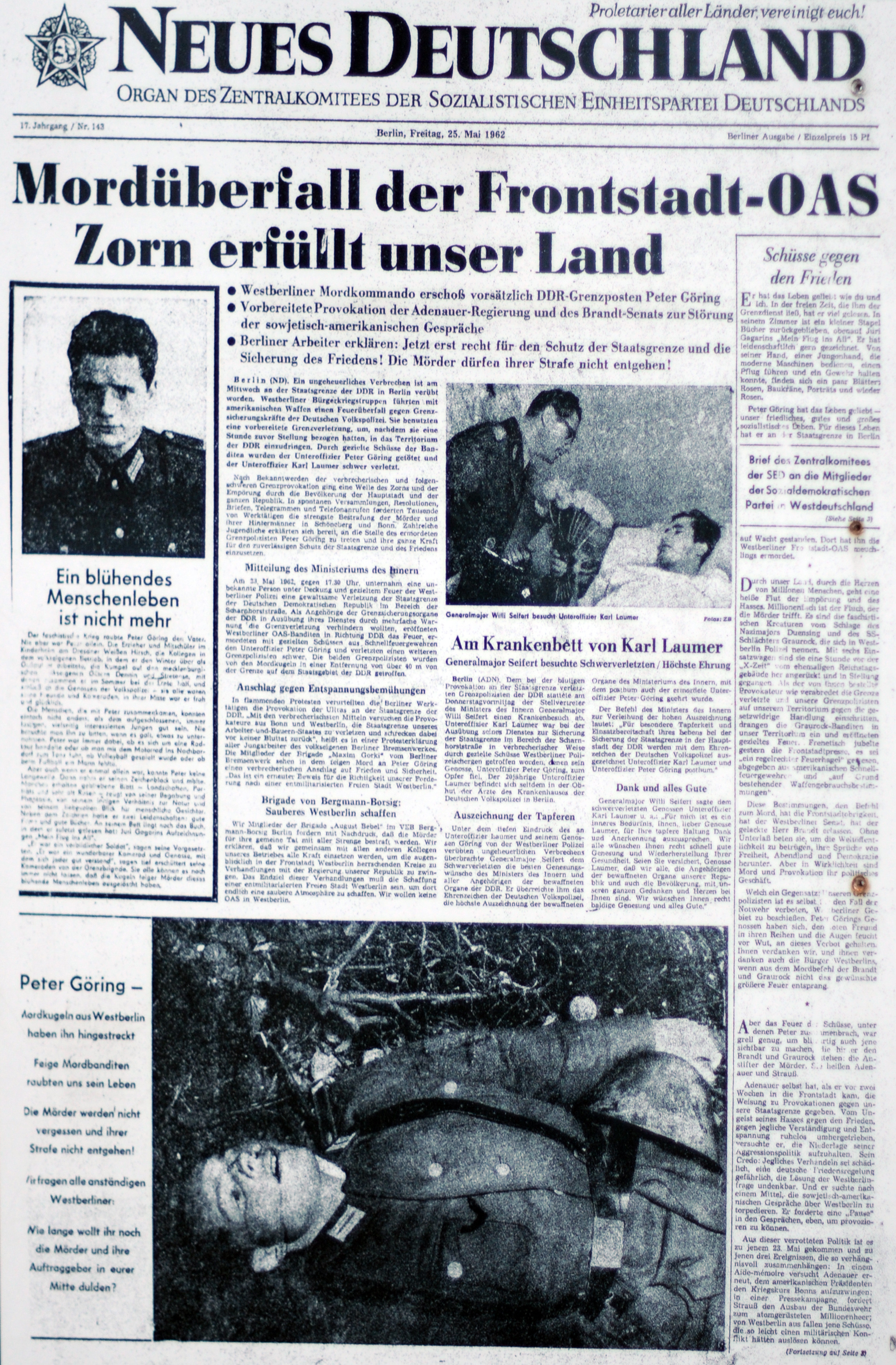
Neues Deutschlands förstasida den 25 maj 1962. Tidningen beskriver Peter Görings död som ett mord. Bland annat står det ”Ein blühendes Menschenleben ist nicht mehr”.

Peter Göring, född 28 december 1940 i Dresden, död 23 maj 1962 i Berlin, var en korpral i Östtysklands gränstrupper. Han sköts ihjäl av en västberlinsk polisman som besvarade eld från den östtyska sidan.
Göring anslöt sig år 1960 till den paramilitära Deutsche Grenzpolizei. Den 23 maj 1962 var han posterad vid Berlin-Spandau-kanalen i närheten av Invalidenfriedhof. Omkring klockan 17.30 uppmärksammades den östtyske ynglingen Wilfried Tews som försökte fly från Östtyskland genom att simma över kanalen. Efter att ha skjutit varningsskott avlossade flera östtyska vakter verkanseld mot den simmande Tews. Trots uttryckliga order att stanna i sitt vakttorn lämnade Göring detta för att få ett bättre skottläge. Göring sköt sammanlagt 44 skott med sin Kalasjnikov. En del av skotten träffade den västtyska sidan och polismännen på den sidan, vilka försökte dra Tews ur vattnet, upplevde sig hotade av den östtyska eldgivningen. De västtyska poliserna besvarade elden och Göring träffades i höger pekfinger, vänster skuldra samt i vänstra njurområdet. Det sista skottet, som var en rikoschett, var direkt dödligt och Göring avled på platsen. Den flyende Tews överlevde, men fick mycket allvarliga men.
Göring var den första östtyska gränsvakten som dödades av västtysk eld vid Berlinmuren. Den östtyska propagandan beskrev Görings död som ett mord och man ansåg sig ha funnit kopplingar till den franska terrororganisationen Organisation de l'Armée Secrète. Göring befordrades postumt till sergeant och en minnestavla sattes upp. Minnestavlan, som togs bort under 1990-talet, satt på den plats där Scharnhorststraße möter Habersaathstraße. Därutöver uppkallades gator och skolor i DDR efter Peter Göring.

## Galleri

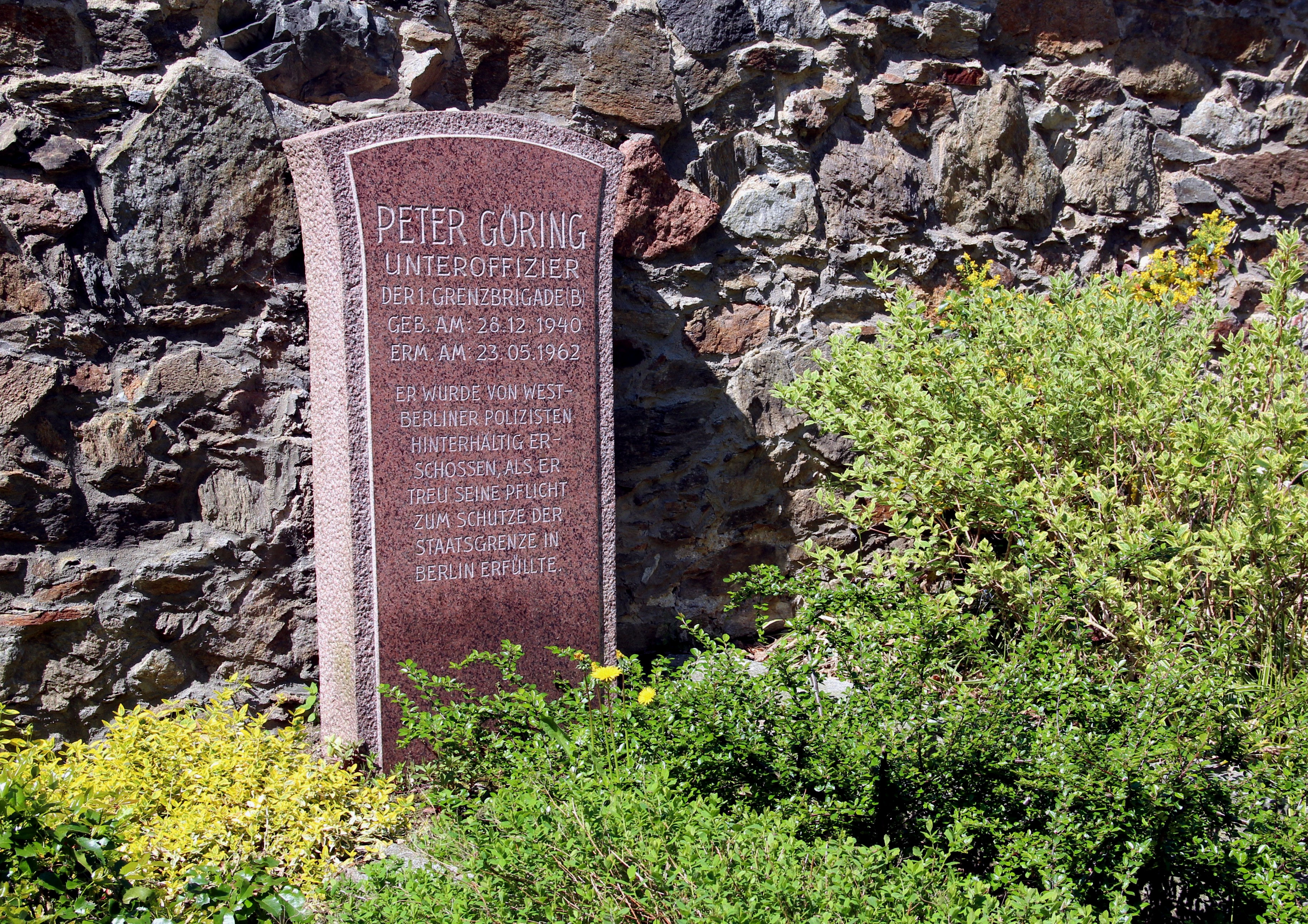
Peter Görings grav i Glashütte.
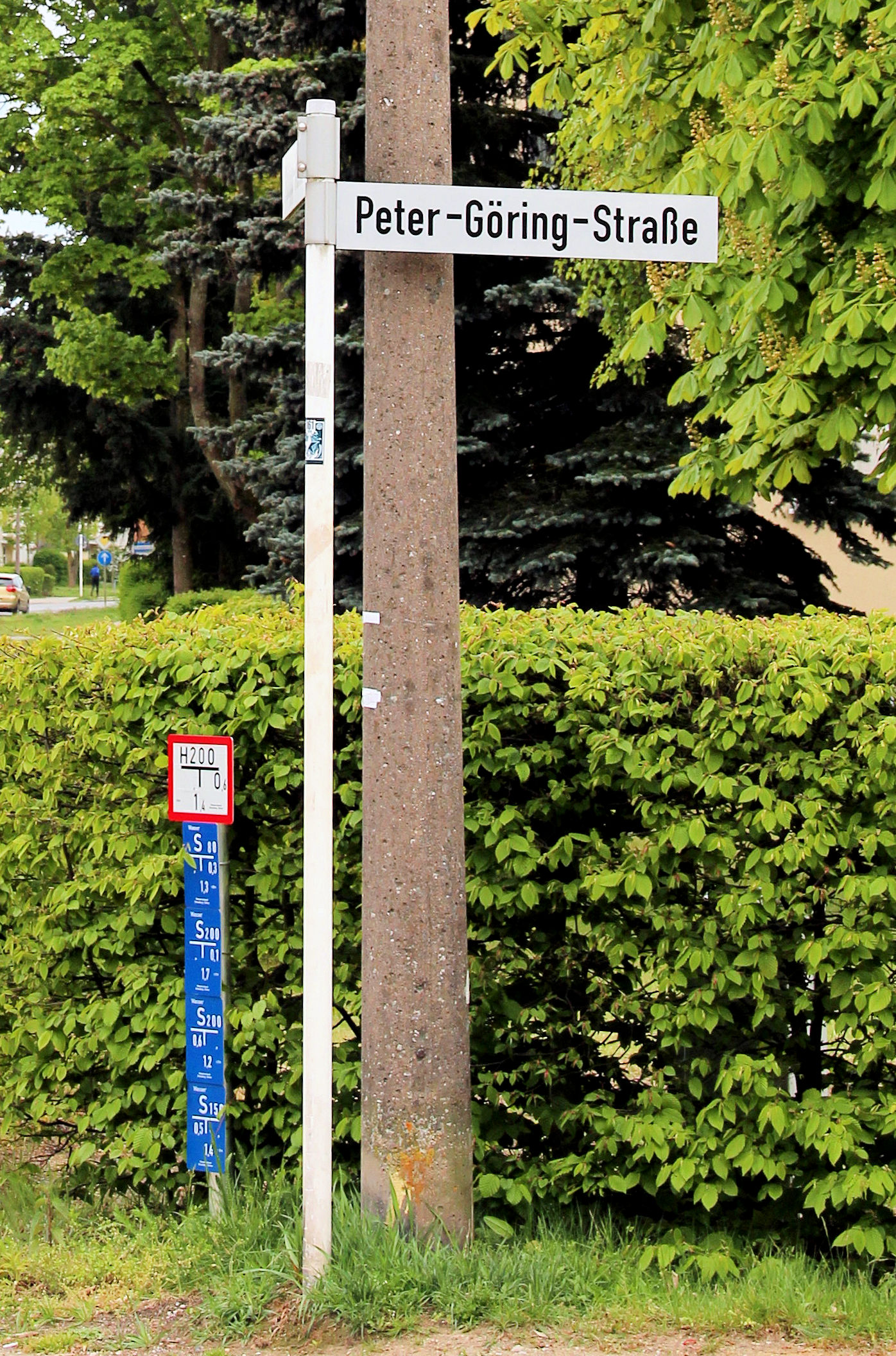
Peter-Göring-Straße i Strausberg.